# Conservatoire à rayonnement régional de Limoges
 (août 2025).
Le conservatoire à rayonnement régional de Limoges est un établissement d'enseignement artistique agréé et contrôlé par l'État (Direction générale de la Création artistique du ministère de la Culture et de la Communication), représenté par la direction régionale des Affaires culturelles (DRAC). Il a son siège à Limoges (Haute-Vienne, France). Il propose trois spécialités, musique, chorégraphie et art dramatique. Situé rue Fitz-James, il est accolé à l'opéra de Limoges.

## Histoire
Avant d'emménager dans ses locaux actuels en centre-ville, le conservatoire de Limoges se situait au palais de l'Évêché.

## Liste des directeurs successifs
- De 1977 à ? : Daniel Blanc
- De ? à 2002 : Jean-Charles Cheucle
- De 2002 à 2018 : Alain Voirpy
- Depuis 2018 : Damien Royannais

## Le CRR aujourd'hui
Le conservatoire a subi une importante tranche de travaux, qui a conduit à une extension du bâtiment (de 1 100 à 3 900 m2) et une restructuration complète, avec création d'une nouvelle façade. Le chantier s'est terminé à la rentrée 2008, avec une inauguration en décembre.

### Diplômes délivrés
Dans le domaine musical, chorégraphique et théâtral, le conservatoire propose trois cycles d’apprentissage, appelés 1er, 2e et 3e cycles (ce dernier se divisant en une formation à la pratique amateur, et en un cycle spécialisé). Les deux premiers cycles se concluent par un diplôme de fin de cycle et le 3e cycle, pour les études musicales, par un Diplôme d'études musicales (DEM).

### Enseignement
Dans le domaine musical, le conservatoire délivre un enseignement concernant les cordes (violon, alto, violoncelle, contrebasse), les bois (flûtes, hautbois, basson, saxophone, clarinette), les cuivres (cor, trompette, trombone, tuba) ainsi que les instruments polyphoniques (piano, guitare, harpe, orgue, percussions). Des classes de musique ancienne sont également organisées.
Le conservatoire de Limoges a ouvert en 1987 un département de musique et danse traditionnelle (musique dite « limousine ») ; c'est le premier conservatoire de France à l'avoir fait. Depuis 1998, une formation s'achevant par l'obtention du diplôme d'études musicales mention musique traditionnelle y est proposée.
La danse classique, contemporaine et traditionnelle font partie de l’offre chorégraphique du conservatoire.

### Partenariats
Le conservatoire, en partenariat avec l’Éducation nationale, s’inscrit dans un cycle de classes à horaires aménagés dans le domaine musical. Les écoles élémentaires Jules-Ferry et Montmailler ainsi que le lycée Léonard-Limosin participent à ce cycle aménagé,.